# Assemini
Assemini is een gemeente in de Italiaanse provincie Cagliari (regio Sardinië) en telt 25.343 inwoners (31-12-2004). De oppervlakte bedraagt 117,5 km², de bevolkingsdichtheid is 216 inwoners per km².

## Demografie
Assemini telt ongeveer 9119 huishoudens. Het aantal inwoners steeg in de periode 1991-2001 met 17,0% volgens cijfers uit de tienjaarlijkse volkstellingen van ISTAT.
| Jaar | Inwoneraantal |
| ---- | ------------- |
| 1991 | 20.491        |
| 2001 | 23.973        |

## Geografie
Assemini grenst aan de volgende gemeenten: Cagliari, Capoterra, Decimomannu, Elmas, Nuxis (CI), San Sperate, Santadi (CI), Sarroch, Sestu, Siliqua, Uta, Villa San Pietro.

## Cultuur
Assemini presenteert zich als een gemeente met een traditie van keramiek. Er zijn veel discotheken in Assemini, en jongeren vanuit het nabijgelegen (en veel grotere) Cagliari gingen dan ook naar Assemini om naar discotheken te gaan.